# Bandeira gay
Diversas bandeiras do orgulho foram usadas para simbolizar homens gays. As bandeiras do arco-íris têm sido usadas desde 1978 para representar tanto gays em geral quanto, posteriormente, a comunidade LGBT como um todo. Desde a década de 2010, várias projeções gráficas foram propostas para representar especificamente a homossexualidade masculina e a comunidade de homens gays.

## Bandeiras do arco-íris
As primeiras bandeiras do orgulho gay foram hasteadas em celebração ao Desfile do Dia da Libertação Gay de São Francisco em 25 de junho de 1978. De acordo com um perfil publicado no Bay Area Reporter em 1985, o que motivou Gilbert Baker a escolher o arco-íris foi por suas associações com o movimento hippie da década de 1960, mas observa que o uso do design remonta ao Egito Antigo. Nos tempos modernos, a bandeira do arco-íris é usada para representar todas as identidades LGBTQ+.

Versão original de oito faixas (1978)
Versão de sete faixas, sem rosa (1978–1979)
Versão de seis faixas, sem turquesa e a cor índigo alterada para azul majestático (1979–presente)

## Bandeiras da década de 2010
O primeiro design de bandeira conhecido feito especificamente para homens gays foi publicado online em 9 de outubro de 2018, no VK, um site russo. Ele foi desenhado por Valentin Belyaev em meados da década de 2010 ou antes, para combater a homofobia, sendo baseado na bandeira lésbica. Ela simboliza a atração entre homens e a diversidade da comunidade gay. Por vezes, é conhecida como a bandeira uraniana.
Outro design de bandeira para homens gays, apresentando faixas verdes, azul-petróleo, brancas, azuis e roxas, foi criado pelo usuário do Tumblr gayflagblog, um homem trans com deficiência. Duas versões, com sete e cinco listras, respectivamente, foram lançadas em 10 de julho de 2019. As cores do turquesa ao verde representam comunidade, cura e alegria; a faixa branca no meio é uma iteração do design da bandeira trans de Monica Helms e inclui pessoas transgênero, intersexo, não conformes de gênero ou não binárias; e as cores azul a roxo representam amor, força e diversidade. Este design é às vezes conhecido como bandeira vinciana.

Bandeiras para homossexualidade masculina
Bandeira do arco-íris sobreposta com um duplo símbolo de Marte preto
Bandeira de Gilbert Baker de 2017, nove faixas, com lavanda
Bandeira de sete faixas azul, branca e azul
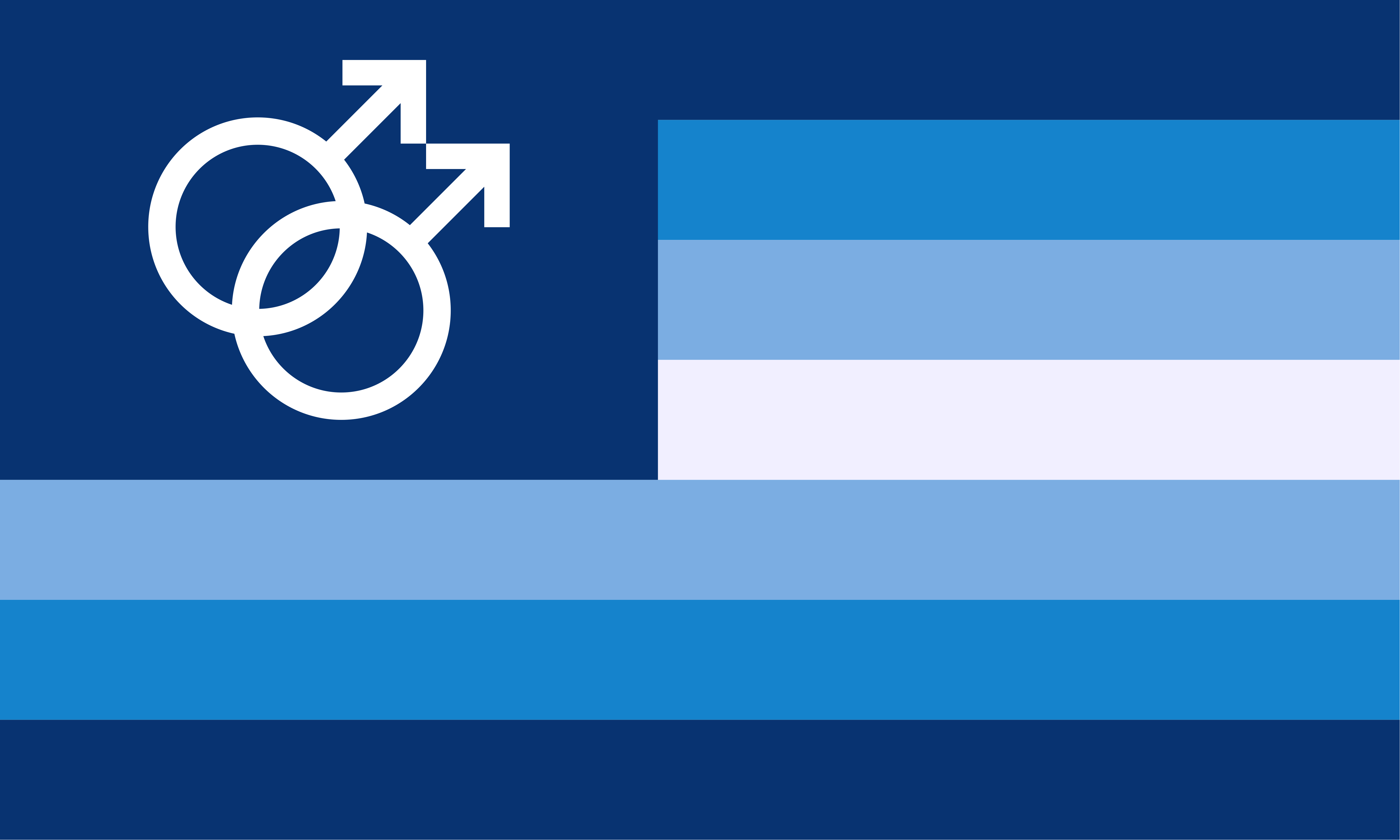
Bandeira uranista com símbolo duplo de Marte
Bandeira proposta, com tons de azul-petróleo, branco pastel e azul
Bandeira de sete faixas com verde, azul-petróleo, branco, azul e roxo[14]
Bandeira de cinco faixas por gayflagblog, derivada da de sete faixas[15]
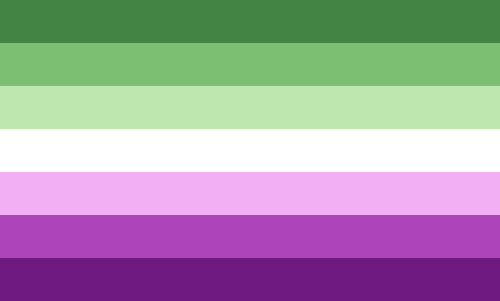
Bandeira por Ian Blázquez

## Subculturas
Uma bandeira para as subculturas de ursos e twinks gays existe.

Bandeira urso
Twink[16][17]